# Crematogaster ancipitula
Crematogaster ancipitula es una especie de hormiga acróbata perteneciente a la tribu Crematogastrini, de la subfamilia Myrmicinae, orden Hymenoptera.

## Taxonomía
Se atribuye su descripción al entomólogo de origen suizo Auguste Forel, quien la citó por primera vez en 1917. La especie aparece registrada en la sección Cadre synoptique actuel de la faune universelle des fourmis del Bulletin De La Société Vaudoise Des Sciences Naturelles, 51, 229–253, publicada por Forel, A. en 1917.

## Distribución
Se distribuye por África, en Angola, en la ciudad de Benguela.